# Eupithecia ecplyta
Eupithecia ecplyta är en fjärilsart som beskrevs av Louis Beethoven Prout 1932. Eupithecia ecplyta ingår i släktet Eupithecia och familjen mätare. Inga underarter finns listade i Catalogue of Life.